# Consthum
Consthum é uma comuna do Luxemburgo, pertence ao distrito de Diekirch e ao cantão de Clervaux.

## Demografia
Dados do censo de 15 de fevereiro de 2001:
- população total: 328
  - homens: 160
  - mulheres: 168
- densidade: 21,94 hab./km²
- distribuição por nacionalidade:

| Nacionalidade  | População | %      |
| -------------- | --------- | ------ |
| luxemburgueses | 287       | 87,50% |
| estrangeiros   | 41        | 12,50% |
| - portugueses  | 15        | 4,57%  |
| - franceses    |           | 0,00%  |
| - italianos    |           | 0,00%  |
| - belgas       | 8         | 2,44%  |
| - alemães      | 3         | 0,91%  |
| - iuguslavos   | 6         | 1,83%  |
| - outros       | 9         | 2,74%  |

- Crescimento populacional:

| Ano        | População |
| ---------- | --------- |
| 15/02/2001 | 328       |
| 01/01/2002 | 336       |
| 01/01/2003 | 361       |
| 01/01/2004 | 369       |
| 01/01/2005 | 405       |